# Mistrzostwa świata w półmaratonie
Mistrzostwa świata w półmaratonie – międzynarodowe zawody lekkoatletyczne organizowane przez World Athletics (IAAF). Pierwsza edycja zawodów odbyła się w roku 1992, a ostatnia w roku 2020.
Dwukrotnie – w 2006 i 2007 w kalendarzu zawody zostały zastąpione przez mistrzostwa świata w biegach ulicznych. 29 listopada 2007 podczas spotkania IAAF w Stuttgarcie podjęto decyzję o powrocie do pierwotnej nazwy. Do 2009 zawody odbywały się rokrocznie, od 2010 wprowadzono interwał dwuletni (mistrzostwa mają miejsce w latach parzystych). W 2022 roku miały odbyć się mistrzostwa świata w półmaratonie rozgrywane w Yangzhou, ale zostały odwołane wskutek pandemii COVID-19. Od 2023 roku w miejsce mistrzostw świata w półmaratonie odbywają się mistrzostwa świata w biegach ulicznych.
W 1992 i 1993 przeprowadzono także bieg juniorów.

## Edycje
| Edycja | Gospodarz                         | Data                                    | Zawodników | Reprezentacji | Źródło               |
| ------ | --------------------------------- | --------------------------------------- | ---------- | ------------- | -------------------- |
| 1992   | Newcastle upon Tyne/South Shields | 19 września(dts) br–20 września(dts) br | 204        | 36            | [ 5 ]                |
| 1993   | Bruksela                          | 3 października(dts) br                  | 254        | 49            | [ 5 ]                |
| 1994   | Oslo                              | 24 września(dts) br                     | 215        | 47            | [ 5 ]                |
| 1995   | Montbéliard                       | 1 października(dts) br                  | 247        | 57            | [ 5 ]                |
| 1996   | Palma de Mallorca                 | 29 września(dts) br                     | 209        | 53            | [ 5 ]                |
| 1997   | Koszyce                           | 3 października(dts) br                  | 228        | 45            | [ 5 ]                |
| 1998   | Uster                             | 27 września(dts) br                     | 236        | 54            | [ 5 ]                |
| 1999   | Palermo                           | 3 października(dts) br                  | 193        | 48            | [ 5 ]                |
| 2000   | Veracruz                          | 12 listopada(dts) br                    | 182        | 52            | [ 5 ]                |
| 2001   | Bristol                           | 7 października(dts) br                  | 202        | 52            | [ 5 ]                |
| 2002   | Bruksela                          | 5 maja(dts) br                          | 201        | 60            | [ 5 ]                |
| 2003   | Vilamoura                         | 4 października(dts) br                  | 171        | 49            | [ 5 ]                |
| 2004   | Nowe Delhi                        | 3 października(dts) br                  | 152        | 55            | [ 5 ]                |
| 2005   | Edmonton                          | 1 października(dts) br                  | 156        | 43            | [ 5 ]                |
| 2008   | Rio de Janeiro                    | 12 października(dts) br                 | 155        | 42            | [ 6 ]                |
| 2009   | Birmingham                        | 11 października(dts) br                 | 157        | 39            | [ 6 ]                |
| 2010   | Nanning                           | 16 października(dts) br                 | 123        | 30            | [ 6 ] [ 7 ]          |
| 2012   | Kawarna                           | 6 października(dts) br                  | 147        | 42            | [ 8 ]                |
| 2014   | Kopenhaga                         | 29 marca(dts) br                        | 228        | 57            | [ 9 ] [ 10 ]         |
| 2016   | Cardiff                           | 26 marca(dts) br                        | 174        | 49            | [ 11 ] [ 12 ] [ 13 ] |
| 2018   | Walencja                          | 24 marca(dts) br                        | 279        | 79            | [ 14 ]               |
| 2020   | Gdynia                            | 17 października(dts) br                 |            |               | [ 15 ] [ 16 ]        |
| 2022   | Yangzhou                          |                                         |            |               | [ 17 ]               |